# Platycoelia interstincta
Platycoelia interstincta är en skalbaggsart som beskrevs av Smith 2003. Platycoelia interstincta ingår i släktet Platycoelia och familjen Rutelidae. Inga underarter finns listade i Catalogue of Life.